# 賴瑞·古拉
勞倫斯·賽瑞爾·古拉（英語：Lawrence Cyril Gura，1947年11月26日—），為美國職棒大聯盟的投手，生涯曾效力過小熊、洋基和皇家等隊。
1980年，古拉投出了生涯年，單季拿下18勝10敗，防禦率2.95，也入選生涯唯一一次明星賽。古拉生涯面對洋基隊投得非常出色，例行賽對戰拿下11勝6敗，1979年和1980年季後賽更是3戰全勝。1980年美國聯盟冠軍賽，古拉在第五戰面對洋基拿下完投勝，帶隊闖進世界大賽。1980年世界大賽，古拉在第二和第五戰都擔任先發投手，不過都拿下無關勝敗。
總計古拉生涯拿下126勝97敗，防禦率3.76，24次救援成功。他的先發次數和投球局數至今仍是皇家隊史前十名。

## 外部連結
- 球員資訊和成績在MLB，ESPN，Retrosheet ，Baseball Reference，Fangraphs，The Baseball Cube （英文）